# Mecz o 3. miejsce Pucharu Polski w piłce nożnej 1962
Mecz o 3. miejsce Pucharu Polski w piłce nożnej 1962 – mecz piłkarski mający na celu wyłonienie 3. drużyny Pucharu Polski 1961/1962, który został rozegrany 22 lipca 1962 roku na Stadionie Miejskim w Opolu, pomiędzy Odrą Opole a Cracovią. Mecz zakończył się zwycięstwem Odry Opole 3:1. Był to jedyny mecz o 3. miejsce w historii tych rozgrywek.

## Droga do meczu o 3. miejsce
| Odra Opole | Odra Opole              | Odra Opole | Runda       | Cracovia   | Cracovia           | Cracovia |
| Data       | Przeciwnik              | Wynik      | Runda       | Data       | Przeciwnik         | Wynik    |
| ---------- | ----------------------- | ---------- | ----------- | ---------- | ------------------ | -------- |
| 04.03.1962 | Błękitni Kielce         | 5:2        | 1/16 finału | 04.03.1962 | KS 27 Orzegów      | odwołany |
| 24.03.1962 | Legia Warszawa          | 3:0        | 1/8 finału  | 17.04.1962 | Polonia Bytom      | 2:1      |
| 07.07.1962 | Karkonosze Jelenia Góra | 2:0        | Ćwierćfinał | 07.07.1962 | Zawisza Bydgoszcz  | 1:0      |
| 15.07.1962 | Górnik Zabrze           | 1:2        | Półfinał    | 14.07.1962 | Zagłębie Sosnowiec | 0:4      |

## Tło
W finale rozgrywek zmierzyli się ze sobą Odra Opole i Cracovia. Faworytem meczu była zdecydowanie Odra Opole, która w I lidze zajęła 4. miejsce, natomiast Cracovia zajęła ostatnie, 14. miejsce, tym samym spadając do II ligi.

## Mecz

### Przebieg meczu
Mecz odbył się 22 lipca 1962 roku, w dniu ówczesnego Święta Odrodzenia Polski na Stadionie Miejskim w Opolu. Sędzia głównym spotkania był Edward Budaj.
Drużyna Niebiesko-Czerwonych przystąpiła do meczu w osłabionym składzie, gdyż zabrakło Henryka Szczepańskiego i Konrada Kornka i zastąpili ich odpowiednio Zbigniew Strociak i Franciszek Kściuk, ale do składu wrócił Engelbert Jarek. Obie drużyny pokazały się w tym meczu z bardzo dobrej strony. Przez pierwsze minuty nie było ciekawych okazji do zdobycia gola, kiedy w 24. minucie ataki rozpoczęli zawodnicy drużyny Pasów, jednak piękną paradą popisywał się bramkarz drużyny Niebiesko-Czerwonych Franciszek Kściuk, a chwilę później również Odra Opole zaczęła stwarzać sytuacje do zdobycia gola.
W 30. minucie zawodnik drużyny Niebiesko-Czerwonych Zygmunt Droździok po samotnym rajdzie oddał strzał z ok. 35 metrów, a piłka rykoszetem od bramkarza drużyny Pasów Leopolda Michny i słupka wpadła do siatki i tym samym Odra Opole otworzyła wynik meczu na 1:0. Wydawało się wówczas, że drużyna Niebiesko-Czerwonych przyśpieszy swoją grę, jednak oni wyraźnie oszczędzali się na mecze wyjazdowe w ZSRR. Do pierwszej połowy nie było żadnych sytuacji bramkowych.
Druga połowa rozpoczęła się od ataków drużyny gospodarzy, efektem czego w 49. minucie po pięknym zagraniu z Norbertem Gajdą kieruje piłkę do siatki drużyny przeciwnej, podwyższając wynik na 2:0, W 60. minucie Norbert Gajda po kapitalnym zagraniu Engelberta Jarka zdobywa gola na 3:0. Następnie na boisku nie było już ciekawych sytuacji, na co wpływ miał deszcz. W 89. minucie honorowego gola dla drużyny Pasów na 3:1 zdobył Zygmunt Marciniak.

### Szczegóły meczu
| 22 lipca 1962 | Odra Opole · Droździok 30' · Jarek 49' · Gajda 60' | 3:11:0Raport | Cracovia · 88' Marciniak | Stadion Miejski, Opole Widzów: 4 000 Sędzia: Edward Budaj (Warszawa) |
|               |                                                    |              |                          |                                                                      |

| ODRA OPOLE    |  |                    |  |         |
|               |  |                    |  |         |
| BR            |  | Franciszek Kściuk  |  | Zejście |
| OB            |  | Zbigniew Strociak  |  |         |
| OB            |  | Henryk Brejza      |  |         |
| OB            |  | Ryszard Wrzos      |  |         |
| OB            |  | Henryk Prudło      |  | Zejście |
| PO            |  | Zygfryd Blaut      |  |         |
| PO            |  | Gerard Kuś         |  |         |
| NA            |  | Engelbert Jarek    |  |         |
| NA            |  | Norbert Gajda      |  |         |
| NA            |  | Zygmunt Droździok  |  |         |
| NA            |  | Stanisław Juszczak |  |         |
| Rezerwowi:    |  |                    |  |         |
| BR            |  | Mach               |  | Wejście |
| PO            |  | Alojzy Więcek      |  |         |
| Trener:       |  |                    |  |         |
| Artur Woźniak |  |                    |  |         |

| CRACOVIA         |  |                    |
|                  |  |                    |
| BR               |  | Leopold Michno     |
| OB               |  | Andrzej Barczyk    |
| OB               |  | Andrzej Rewilak    |
| OB               |  | Stanisław Szymczyk |
| OB               |  | Waldemar Jarczyk   |
| PO               |  | Stanisław Pukała   |
| PO               |  | Józef Nowak        |
| NA               |  | Jan Poprawski      |
| NA               |  | Zygmunt Marciniak  |
| NA               |  | Jan Antczak        |
| NA               |  | Józef Ziąbka       |
| Trener:          |  |                    |
| Augustyn Dziwisz |  |                    |

## Po meczu
Po zakończeniu meczu przedstawiciel PZPN Józef Okapiec wręczył zawodnikom obu klubów pamiątkowe żetony i dyplomy.